# Ферапонт (епископ Суздальский)
Епископ Ферапонт — епископ Русской церкви, епископ Суздальский и Тарусский.
Биографические сведения о нём очень скудны и притом разноречивы. С 1530 года он встречается в списках игуменов Ферапонтова монастыря Новгородской епархии. Время хиротонии его на епископию Суздальскую одни указывают 9 марта 1533 года, а другие 1539 года.
19 марта 1542 года присутствовал на поставлении митрополита Московского и всея Руси Макария.
Скончался в 1543 году, по одним источникам, 25 февраля, по другим — 7 марта. Погребён в Суздальском кафедральном соборе, по другим источникам — в Ферапонтовом монастыре.